# Onopordum macracanthum

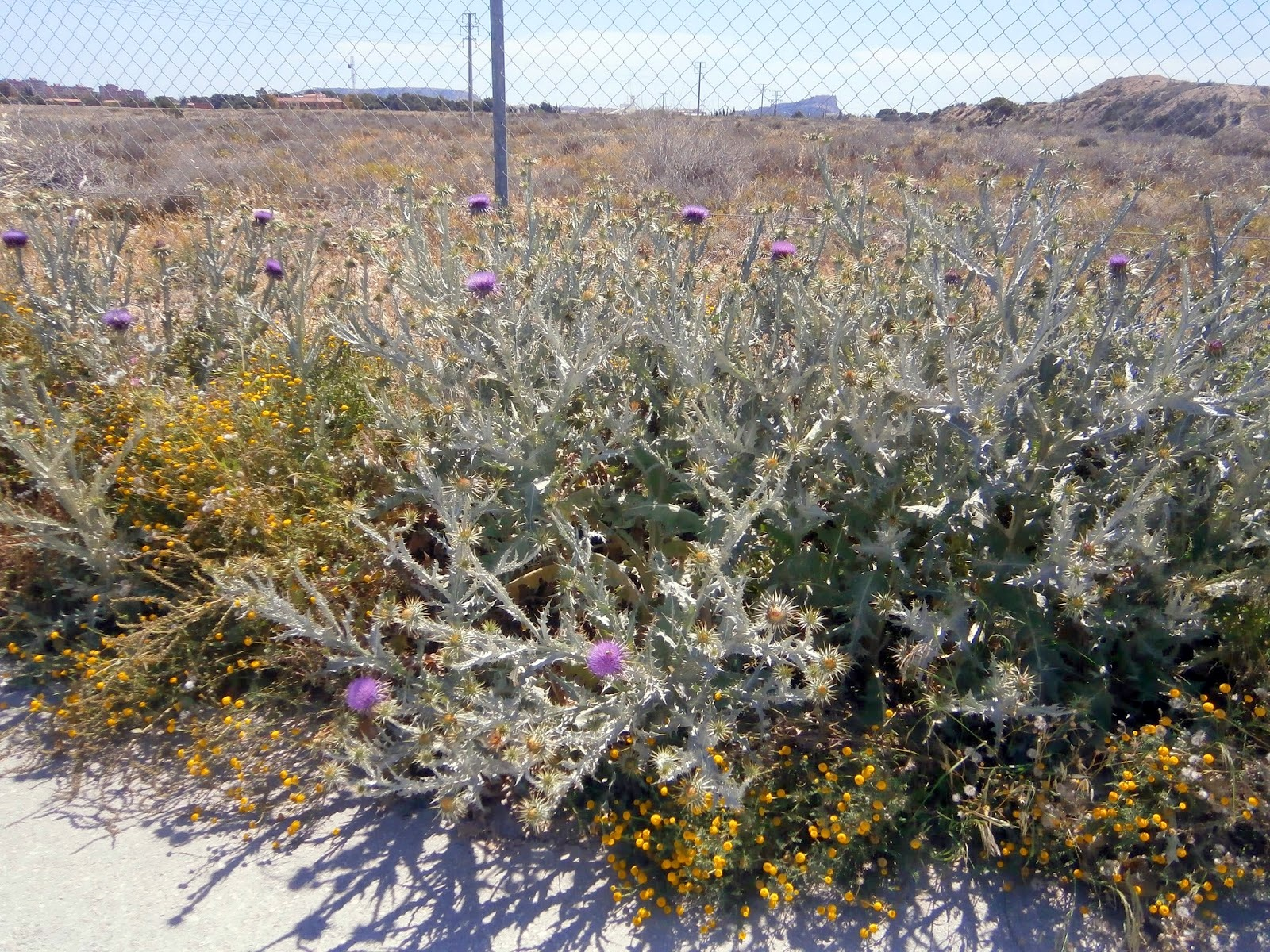
Vista general

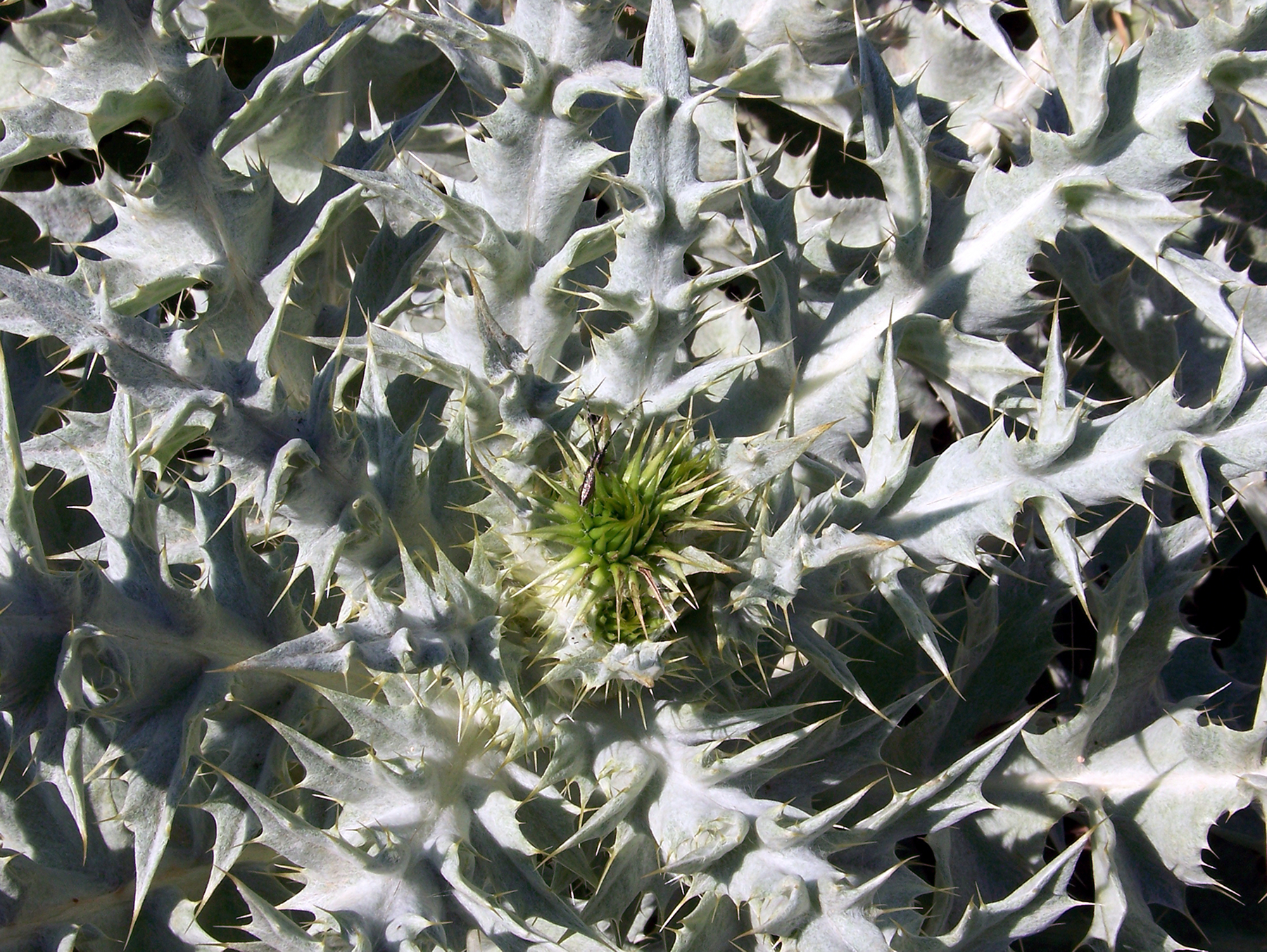
O. macracanthum en desarrollo incipiente - vista cenital

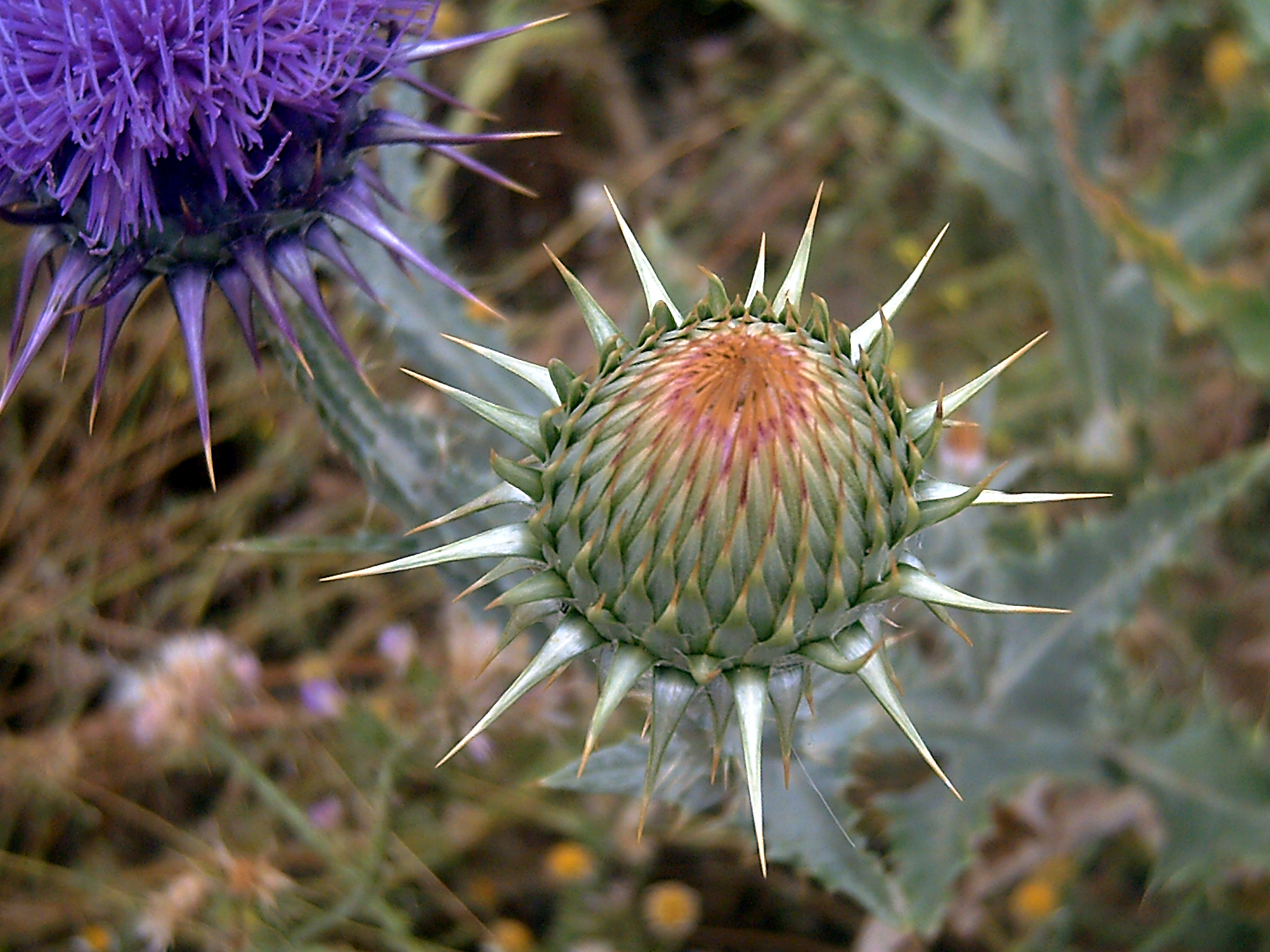
Capítulos en flor y en pre-antesis

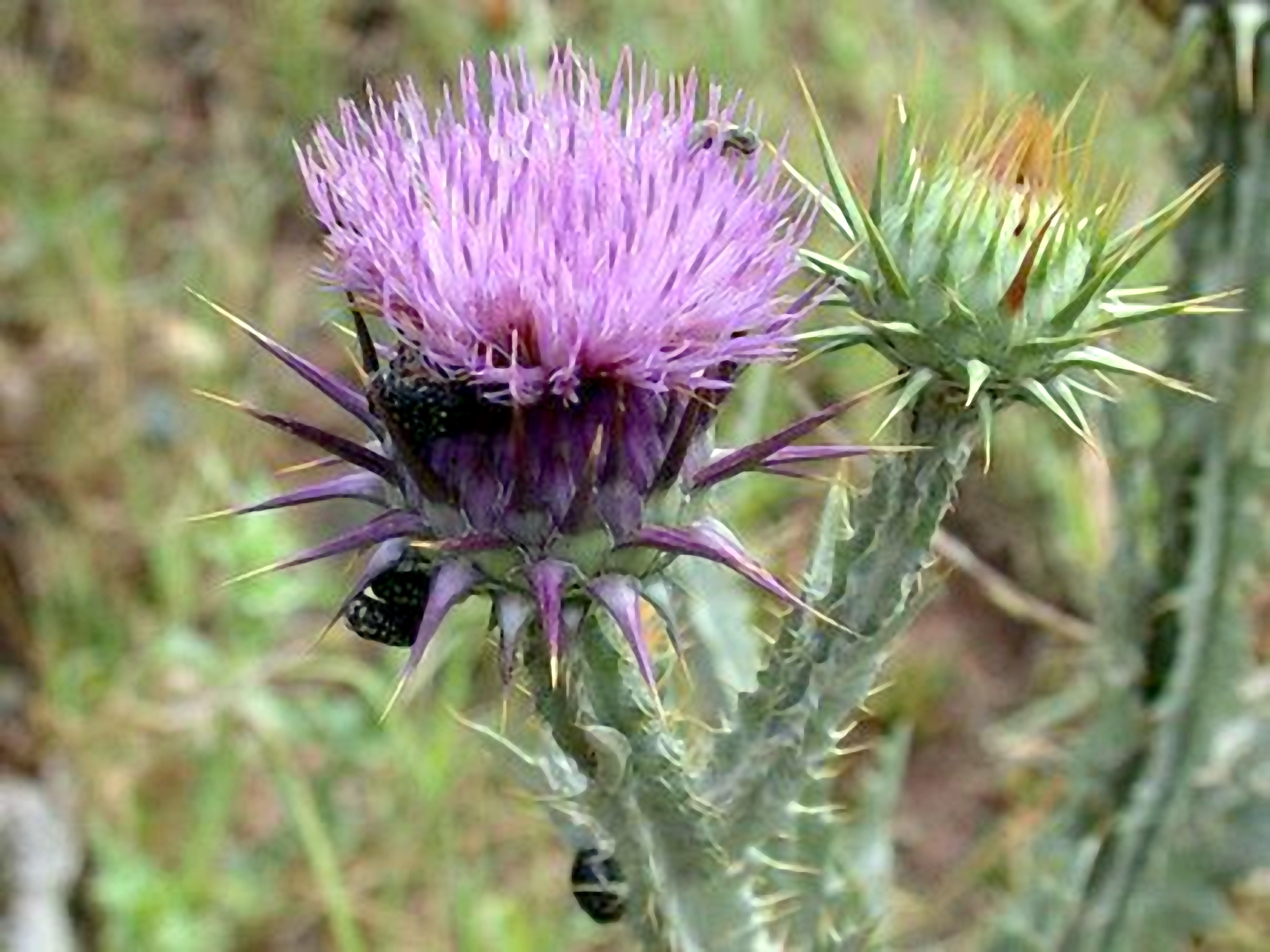
Capítulos en flor y en pre-antesis, en Marruecos

Onopordum macracanthum, el cardo borriquero -entre otros nombres comunes-, es una especie de planta del género Onopordum en la familia de las compuestas.

## Descripción
Es una planta herbácea bienal, de tallo simple o múltiple, blanquecina o grisáceo-verdosa, con indumento denso de pelos araneosos y pelos glandulíferos. Llega a los 2m de altura y tiene un porte erecto, generalmente ramificado, con tallos de sección algo poligonal, longitudinalmente acostillados, alados en toda su longitud –con 6 alas de 4-15mm de ancho, con espinas de 1,5-9mm–, y provistos de hojas en la mayor parte de su longitud. Las hojas, algo carnosas, van a menores hacia la parte superior del tallo; son sésiles, decurrentes, elípticas o lanceoladas, pinnatipartidas o, con menor frecuencia, pinnatisectas –las superiores pinnatífidas–, con 4-7 pares de lóbulos triangular-lanceolados, enteros o pinnatífidos, con espinas de 2-12 mm, verde-grisáceas, blancogrisáceas o blanquecinas, con indumento araneoso más denso por el envés. Los capítulos son pedunculados, solitarios y terminales, o reunidos en grupos terminales de 2-4 en inflorescencias complejas corimbiformes. El involucro mide 22-50 por 27-100mm y es ovoide o algo globoso, generalmente araneoso, con brácteas coriáceas, de hasta 5cm de largo, imbricadas y dispuestas en 8-10 series, gradualmente mayores de fuera hacia dentro, verdosas, a menudo violetas en la parte superior que termina en una larga y robusta espina. El receptáculo es plano o algo convexo, con bordes de los alvéolos ovado-acuminados, irregularmente dentados. La corola, de 25-35mm, es glandulosa en su cara externa y tiene el tubo de 10-20mm, blanco y el limbo de 12-15mm, rosa violáceo, con lóbulos de 6-10 mm, desiguales. Las cipselas son obovoides, glabras, de sección más o menos cuadrangular, con 4 costillas longitudinales conspicuas y varios nervios tenues en cada cara, y superficie con crestas sigmoideas transversales; la placa apical, con margen entero, tiene un nectario persistente central y está rodeado por un vilano blanco rosado, con 2 filas
de pelos escábridos.

## Variabilidad intraespecífica
Es especie muy variable en tamaño, densidad del indumento y tamaño de las brácteas involucrales; además, existen, durante la época de antesis, diferencias tan notables entre los individuos tempranos y los tardíos que se llegó a crear un buen número de especies y taxones infraespecíficos sin valor taxonómico y que resultan ser meros sinónimos de la especie nominal.

## Distribución y hábitat
Es una especie esencialmente ibéro-magrebí, pero también nativa en unas islas del Mediterráneo (Baleares y Cerdeña). Presente como adventicia introducida en Gran Bretaña.
Se encuentra, desde el nivel del mar hasta los 1000m de altitud, en lugares abiertos y bordes de caminos y carreteras, baldíos y taludes, etc., generalmente sobre suelos nitrófilos calizos o margosos. Florece de abril agosto en España, donde su distribución se limita a la mitad sur de la península, esencialmente en las zonas litorales y costeras interiores.

## Taxonomía
Onopordum macracanthum fue descrita por Peder Kofod Anker Schousboe y publicado en Iagttagelser over Vextriget i Marokko (Observations sur le règne végétal au Maroc), p. 198, Tab. V.a-.b, Kjöbenhavn, 1800 (enlace roto disponible en Internet Archive; véase el historial, la primera versión y la última). Archivado el 10 de agosto de 2016 en Wayback Machine. Archivado el 10 de agosto de 2016 en Wayback Machine..
Etimología
- Onopordum: El nombre genérico proviene del latín ǒnǒpordǒn/ǒnǒpradǒn, derivado del Griego όνόπoρδoν, de όνό «burro» y πορδον «pedo», o sea que «pedo de burro», aludiendo a la supuesta propiedad de la planta de producir ventosidades ruidosas a estos animales cuando se la comen,[5][6] referenciado como tal en Plinio el Viejo, Historia naturalis (27, 110, LXXXVII: "Onopradon cum ederunt, asini crepitus reddere dicuntur.")[7][8] y corroborado por el creador del género («Onopordon est composé des mots Grecs 'όνος', Asne , & 'πέρδω', je pete, parce qu'on prétend que ces Plantes font peter les Asnes qui en mangent»).

- macracanthum: epíteto latino derivado de los vocablos griegos μαχρο, grande y άχανθα, -ης, espina: o sea, con «grandes espinas».[9]

Citología
Número de cromosomas: 2n=34
Sinonimia
- Onopordum macracanthum subsp. broteroanum Rouy
- Onopordum macracanthum subsp. eu-macracanthum Arènes nom. inval.
- Onopordum macracanthum subsp. micropterum (Pau) Mateo & M.B.Crespo
- Onopordum macracanthum subsp. murcinum Sennen
- Onopordum macracanthum var. minor Boiss.
- Onopordum macracanthum var. tomentosum Rouy
- Onopordum abbreviatum (DC.) Pau
- Onopordum abbreviatum f. macrocephalum Pau , nom. nud.
- Onopordum abbreviatum var. viride (Rouy) Maire
- Onopordum carthaginense Villar ex Pau
- Onopordum elongatum var. abbreviatum DC.
- Onopordum illyricum sensu Brot. non L.
- Onopordum illyricum var. macracanthum (Schousb.) Boiss.
- Onopordum longissimum Pau
- Onopordum micropterum Pau
- Onopordum murcicum Sennen
- Onopordum nogalesi/nogalesii Svent.
- Onopordum spectabile Rouy
- Onopordum sibthorpianum var. viride Ball[11][1]

## Nombres comunes
- Castellano: alcachofas silvestres, arrecate, atoba, cardencha, cardo (2), cardo blanco, cardo borriquero (6), cardo burrero, cardo de alcachofa, cardo de burro, cardoncha, pincho burrero, toba. Entre paréntesis la frecuencia de uso del vocablo en España.[12]